# Konopne
Konopne [pronunciación en polaco: /kɔˈnɔpnɛ/] es un pueblo ubicado en el distrito administrativo de Gmina Werbkowice, dentro del Condado de Hrubieszów, Voivodato de Lublin, en Polonia oriental. Se encuentra aproximadamente a 5 kilómetros al oeste de Werbkowice, a 15 kilómetros al suroeste de Hrubieszów, y a 97 kilómetros al sureste de la capital regional Lublin.